# Byrsonima blanchetiana
Byrsonima blanchetiana är en tvåhjärtbladig växtart som beskrevs av Friedrich Anton Wilhelm Miquel. Byrsonima blanchetiana ingår i släktet Byrsonima och familjen Malpighiaceae. Inga underarter finns listade i Catalogue of Life.